# Sumelis leucostictipennis
Sumelis leucostictipennis là một loài bọ cánh cứng trong họ Cerambycidae.